# Морозов, Алексей Валентинович
Алексей Валентинович Морозов  (род. 16 ноября 1979, Ленинград) — российский актёр и режиссёр театра и кино.

## Биография
Родился 16 ноября 1979 года в Ленинграде.
Первый актёрский опыт приобрёл во втором классе, сыграв главную роль мальчика Франческо в телеспектакле «Путешествие Голубой стрелы» в постановке известного питерского телережиссёра Валерия Саруханова. В 14 лет прошёл кастинг в театральную студию «Вообрази» при петербургском телевидении. Это определило выбор дальнейшей карьеры. В 1996 году поступил в Санкт-Петербургскую Государственную Академию театрального искусства в мастерскую В. М. Фильштинского по специальности «Актёр театра и кино». После окончания Академии, в 2001 году, был приглашён в труппу Академического Малого драматического театра — театра Европы под руководством Льва Абрамовича Додина, где работал до 2016 года.
За время сотрудничества с Малым драматическим театром сыграл несколько заметных ролей: Бирон в «Бесплодных усилиях любви», Ральф в «Повелителе мух», Шут в «Короле Лире», Принц Дженнаро в «Вороне», Федька Каторжный в «Бесах», и много других.
В настоящее время играет главные роли в спектаклях «Маленькие трагедии» (постановка Влада Фурмана, Театр имени Андрея Миронова), «Олеся» (постановка Николая Дрейдена и Максима Диденко, театр Приют комедианта), «Мадам Бовари» (постановка Андрия Жолдака, Театр имени Андрея Миронова), «Палата №6» (постановка Влада Фурмана, Театр имени Андрея Миронова).
С 2001 года снимается в кино. Среди значимых ролей — писатель Василий Аксёнов (в фильме Ваксон) в многосерийном художественном фильме Таинственная страсть (Первый канал, 2016) по одноимённому роману Василия Аксёнова; политрук Клочков в полнометражном фильме Двадцать восемь панфиловцев (2016); капитан КГБ Стрижевский в фильме английского режиссёра и актёра Рэйфа Файнса «Нуреев. Белый ворон» (2018); государственный деятель Григорий Потёмкин в многосерийном художественном фильме Великая. Золотой век (Первый канал, Кинопоиск, 2023-2024); музыкант Михаил в многосерийном художественном фильме Надежда (платформа Start, 2020); комиссар Прошин в ленте Придел Ангела (2008) и др.
В 2019 году дебютировал в качестве кинорежиссёра, сняв короткометражный фильм «Курорт» по мотивам финала романа Э. М. Ремарк Три товарища. Премьера фильма состоялась на кинофестивале «Амурская осень» в сентябре 2019 года. Следующей режиссёрской работой стал 4-х серийный фильм «Солнечные дни» (2020), в котором Морозов сам сыграл главную роль.
В 2023 году дебютирует в качестве театрального режиссёра, поставив в Театре  имени Андрея Миронова первый в России NFT-спектакль «Дядя Ваня» .
В 2024 году начинает подготовку к съёмкам полнометражного фильма «Комбат» в качестве режиссёра-постановщика и исполнителя главной роли о судьбе Алексея Ерёменко, изображённого на самой знаменитой военной фотографии Макса Альперта.
Лауреат Российской национальной актёрской премии «Фигаро» (март 2022 года).

## Творчество

### Избранная фильмография
В кино Алексей Морозов работал с такими режиссёрами, как Рэйф Файнс, Владимир Хотиненко, Николай Досталь, Александр Рогожкин, Андрей Малюков, Юрий Быков, Влад Фурман, Николай Дрейден и др.
- 2023 — Великая. Золотой век - Григорий Потёмкин (главная роль)
- 2020 — Эксперт — Борис Борисович Крылов, эксперт-криминалист (главная роль)
- 2020 — Стрельцов — Аркадий Иванович Добровольский
- 2020 — Солнечные дни — Артём Бовенко, актёр (главная роль)
- 2020 — Надежда — Михаил, музыкант (главная роль)
- 2019 — Поселенцы — Иван Корнилов (главная роль)
- 2018 — Нуреев. Белый ворон — Стрижевский, капитан КГБ
- 2017 — Спецы (Россия, Украина) — Андрей Макаров, начальник криминалистической лаборатории (главная роль)
- 2016 — Таинственная страсть — Ваксон, писатель (главная роль)
- 2016 — 28 панфиловцев — Василий Клочков (главная роль)
- 2015 — Выход (Der Auftritt) — Александр (главная роль)
- 2014 — Григорий Р. — поручик Сухотин
- 2011 — Достоевский — Студент-террорист
- 2011 — Раскол — Фёдор Ртищев
- 2010 — Крест в круге — Вадим Григорьев (главная роль)
- 2009 — Придел Ангела — Максим Прошин (главная роль)

### Театр
С 2001 по 2016 год Алексей Морозов служил в МДТ — театре Европы под руководством Льва Додина. В настоящее время сотрудничает с театром Приют комедианта и Театром имени Андрея Миронова. Алексей работал с такими режиссёрами, как Лев Додин, Вениамин Фильштинский, Андрий Жолдак, Григорий Дитятковский, Олег Дмитриев, Наталья Колотова, Николай Дрейден, Максим Диденко, Влад Фурман, Клаудиа Стависки.
В качестве режиссёра-постановщика поставил спектакль «Дядя Ваня» в Театре имени Андрея Миронова.
Спектакли в театре Русская антреприза имени Андрея Миронова:
- 2017 — «Маленькие трагедии» А. С. Пушкина — Дон Гуан, Моцарт
- 2013 — «Мадам Бовари» Г. Флобера — Родольф
- 2022 — «Палата № 6» А.П. Чехова — Громов
- 2023 — «Дядя Ваня» А.П. Чехова — режиссёр-постановщик

Спектакли в театре Приют комедианта:
- 2011 — «Олеся» А. Куприна — Иван Тимофеевич

Спектакли, сыгранные в период работы в МДТ — театре Европы:
- 2014 — «Gaudeamus» С. Каледина — Богданов
- 2013 — «Повелитель мух» Уильяма Голдинга — Ральф
- 2013 — «Русский и литература» М. Осипова — Учитель
- 2012 — «Ворон» Карло Гоцци — Принц Дженнаро
- 2011 — «Портрет с дождём» А. М. Володина — Костя
- 2010 — «Лорензаччо» Альфреда де Мюссе. — Пьетро Строцци
- 2009 — «Повелитель мух» Уильяма Голдинга — Роджер
- 2008 — «Король Лир» Шекспира — герцог Корнуолл
- 2008 — «Бесплодные усилия любви» Шекспира — Бирон
- 2007 — «Муму» И. С. Тургенева — Антип
- 2007 — «Бесы» по Ф. М. Достоевскому — Федька Каторжный
- 2007 — «Жизнь и судьба» по мотивам одноимённого романа Василия Гроссмана — физик Соколов
- 2007 — «Жизнь и судьба» по мотивам одноимённого романа Василия Гроссмана — майор Ершов
- 2007 — «Король Лир» Шекспира — Шут

### Телевидение
С 2000 по 2005 год снимался в молодёжном телесериале ОБЖ, в роли режиссёра школьного театра Вениамина Михайловича.
С 2002 по 2004 год вёл телевизионную версию журнала «Неприкосновенный запас» издательства «Новое литературное обозрение» на канале РЕН ТВ (петербургское вещание). Генеральный продюсер программы — Ирина Прохорова.
В 2003 году выступил в роли соведущего цикла программ «Есть упоение в бою…» об истории российских дуэлей и карточных игр на телеканале «Культура» совместно с актёром Игорем Ботвиным.
С 2011 по 2014 год вёл телевизионную программу «Заповедная область с Алексеем Морозовым» на телеканале «Россия-Петербург».
С 2016 по 2018 год вёл телепрограмму «Петроград 17го» на телеканале «Россия-Петербург».

## Личная жизнь
С первой женой Марией, Алексей познакомился через интернет. Позже они развелись. От первого брака у актёра есть сын Матвей, с которым он продолжает общение. В 2012 году актёр познакомился с актрисой Даной Абызовой. С 2014 года пара стала жить вместе, а в 2016 году молодые люди поженились.

## Видео
- Отрывки из фильма «Таинственная страсть»
- Отрывки из фильма «28 панфиловцев»
- Отрывки из фильма «Нуреев. Белый ворон»
- Отрывок из фильма «Достоевский»
- Отрывки из фильма «Придел Ангела»
- Отрывки из фильма «Григорий Р»

## Пресса
- Интервью газете «Известия»
- Интервью телеканалу «Культура»